# Den norske filmskolen
Den norske filmskolen, tilbyder en kunstfaglig uddannelse indenfor film og er den eneste i Norge, som tilbyder uddannelse i film-faget.
Filmskolen er en selvstændig afdeling, af den statsdrevne højskole i Lillehammer, etableret i 1997, og er beliggende lidt nord for Lillehammers-centrum.

## Formål
Filmskolens formål er at uddanne filmfolk på højt niveau samt at udføre forskning indenfor filmbranchen.

## Studiefag
Studiet omfatter syv linjer (anno 2013):
- Filminstruktion
- Filmmanuskripter
- Filmproduktion
- Filmfoto
- Filmklip
- Filmlyd
- Produktionsdesign